# Dicranomyia (Dicranomyia) flavida
Dicranomyia (Dicranomyia) flavida is een tweevleugelige uit de familie steltmuggen (Limoniidae). De soort komt voor in het Neotropisch gebied.